# Cicurina sheari
Cicurina sheari là một loài nhện trong họ Dictynidae.
Loài này thuộc chi Cicurina. Cicurina sheari được Willis J. Gertsch miêu tả năm 1992.